# The Peña Copper Mines Company Limited
The Peña Copper Mines Company Limited fue una empresa británica del sector minero cuya actividad se centró en la explotación de la mina de Peña del Hierro, situada dentro de la cuenca minera de Riotinto-Nerva (España). Llegó a explotar este yacimiento durante años, entre 1901 y 1954.

## Historia
La empresa fue fundada el 22 de marzo de 1901 con el objetivo de hacerse cargo de la mina de Peña del Hierro, en la provincia de Huelva. La sede social se encontraba en la ciudad de Londres e inicialmente contó con un capital de 250.000 libras esterlinas. En sus primeros años el capital británico tuvo una presencia destacada en el accionariado de la empresa, si bien con posterioridad a 1904 el capital de origen alemán y francés fue adquiriendo un mayor predominio. La explotación del yacimiento de Peña del Hierro vivió una etapa de auge bajo gestión de la empresa, realizándose diversas innovaciones técnicas para a mejorar la producción minera. Se levantó un pozo maestro para los trabajos de extracción subterránea, al tiempo que se ampliaron las labores a cielo abierto. Así mismo, se construyó un ferrocarril de vía estrecha para dar salida a la producción de piritas, el cual entraría en servicio en 1914 y conectaría con otra línea férrea en la provincia de Sevilla.
A partir de 1904-1905 se rompieron las relaciones con la Rio Tinto Company Limited, que explotaba las cercas minas de Riotinto. Esto conllevó que durante años hubiese numerosas disputas y conflictos entre ambas empresas. A comienzos de la década de 1950 el capital privado español empezó a mostrar interés por hacerse con los yacimientos de la faja pirítica ibérica. En 1954 la mina e instalaciones de Peña del Hierro fueron adquiridas por la Compañía Nacional de Piritas (CONASA), que compró a «The Peña Copper Mines» todo su activo y pasivo por un valor de 348.000 libras esterlinas.

## Fondos archivísticos
En la actualidad los fondos documentales de la compañía se encuentran bajo custodia del Archivo Histórico Minero de la Fundación Río Tinto.